# Aleuroclava eugeniae
Aleuroclava eugeniae là một loài côn trùng cánh nửa trong họ Aleyrodidae, phân họ Aleyrodinae.
Aleuroclava eugeniae được Corbett miêu tả khoa học đầu tiên năm 1935.